# Crenidorsum aroidephagus
Crenidorsum aroidephagus es un hemíptero de la familia Aleyrodidae, con una subfamilia: Aleyrodinae.
Fue descrita científicamente por primera vez por Martin & Aguiar in Martin, Aguiar & Baufeld en 2001.